# هانو ميكولا
هانو ميكولا (بالفنلندية: Hannu Mikkola) مواليد 24 مايو 1942 في يوينسو، فنلندا، هو سائق راليات فنلندي سابق بدأ مسيرته في سنة 1973. كان أول رالي له هو رالي مونت كارلو 1973. هو أحد أبطال بطولة العالم للراليات. فاز بـ 18 سباق رالي. صعد على المنصة 44 مرة خلال مسيرته.

## سجل الفوز
| #  | الحدث           | الموسم                          |
| -- | --------------- | ------------------------------- |
| 1  | رالي فنلندا     | بطولة العالم للراليات موسم 1974 |
| 2  | رالي المغرب     | بطولة العالم للراليات موسم 1975 |
| 3  | رالي فنلندا     | بطولة العالم للراليات موسم 1975 |
| 4  | رالي ويلز       | بطولة العالم للراليات موسم 1978 |
| 5  | رالي البرتغال   | بطولة العالم للراليات موسم 1979 |
| 6  | رالي نيوزيلندا  | بطولة العالم للراليات موسم 1979 |
| 7  | رالي ويلز       | بطولة العالم للراليات موسم 1979 |
| 8  | رالي ساحل العاج | بطولة العالم للراليات موسم 1979 |
| 9  | رالي السويد     | بطولة العالم للراليات موسم 1981 |
| 10 | رالي ويلز       | بطولة العالم للراليات موسم 1981 |
| 11 | رالي فنلندا     | بطولة العالم للراليات موسم 1982 |
| 12 | رالي ويلز       | بطولة العالم للراليات موسم 1982 |
| 13 | رالي السويد     | بطولة العالم للراليات موسم 1983 |
| 14 | رالي البرتغال   | بطولة العالم للراليات موسم 1983 |
| 15 | رالي الأرجنتين  | بطولة العالم للراليات موسم 1983 |
| 16 | رالي فنلندا     | بطولة العالم للراليات موسم 1983 |
| 17 | رالي البرتغال   | بطولة العالم للراليات موسم 1984 |
| 18 | رالي سفاري      | بطولة العالم للراليات موسم 1987 |

## فرق مثلها
- شركة فورد
- أودي
- فريق سوبارو للراليات

## روابط خارجية
- هانو ميكولا على موقع Rallye-info.com (الإنجليزية)
- هانو ميكولا على موقع eWRC-results.com (الإنجليزية)